# Fali of Baissa (jezik)
Fali of Baissa (ISO 639-3: fah), jedan od gotovo izumrlih jezika plemena Fali s juga države Taraba u Nigeriji. Ni jezik ni pleme ne smiju se brkati s Fali of Mubi koji govore jezikom čadske skupine, a žive također u Nigeriji.
Unutar benue-kongoanskih jezika pobliže nije klasificiran kao ni Ija-Zuba [vki]. Bilo je svega nekoliko govornika (1992 Crozier and Blench). Ime fali dano je od plemena Fulani za nekoliko plemena u Nigeriji.

## Vanjske poveznice
- Ethnologue (14th)
- Ethnologue (15th)